# Paixão (1.ª temporada)
A primeira temporada de Paixão foi produzida pela SP Televisão e emitida pela SIC, de 18 de setembro de 2017 a 3 de março de 2018. A telenovela foi escrita por Filipa Poppe e Joana Andrade.
Foi protagonizada por Albano Jerónimo, Margarida Vila-Nova, Marco Delgado e Joana Solnado.
As gravações decorreram no Algarve e na África do Sul.

## Sinopse
Miguel Guerreiro (Albano Jerónimo) e Luísa Marreiros (Margarida Vila-Nova) cresceram juntos no Algarve e são apaixonados um pelo outro desde a adolescência. Ele, filho de Maria Paula Guerreiro (Rita Blanco), viúva e dona de vários hectares de laranjeiras e de tangerineiras; ela, oriunda de uma família abastada, os Marreiros, donos de uma cadeia de resorts espalhados pelo mundo.
Miguel e o pai de Luísa, Alexandre Marreiros (Rui Morrison), homem arrogante e controlador, têm uma relação conflituosa desde sempre. Para o patriarca dos Marreiros, Miguel nunca será digno de casar com a sua filha mas, na verdade, existe uma forte razão para este ódio. Alexandre é irmão de Isabel Galvão e, quando descobre que Maria Paula Guerreiro se apaixonou e foi amante do marido da sua irmã, João Galvão, o seu ódio pela família Guerreiro cresce.
As famílias Galvão e Marreiros têm a tradição de passar as férias de Verão fora do país. Desde o desaparecimento de Sofia Galvão, quando tinha apenas seis anos, que as reuniões familiares são dolorosas. No entanto, Isabel aceita manter a tradição e, quando a trama começa, as férias são passadas numa reserva natural na África do Sul. Para além dos Galvão e dos Marreiros, foram também convidados para as férias Miguel, na condição de namorado de Luísa, e Zé (Marco Delgado), o protegido de Alexandre. Zé é filho do motorista dos Marreiros e de uma empregada dos Galvão.
Aos quinze anos fica órfão, mas Alexandre não o deixa desamparado. Paga-lhe o curso de gestão e arranja-lhe emprego no casino do resort. No entanto, a inveja e ambição desmedidas de Zé, que sempre quis ser tão rico como os Marreiros, faz com que aproveite o facto de as famílias estarem na África do Sul para planear um assalto à mansão da família. Zé sabe que Alexandre guarda no cofre do escritório a sua coleção de relógios, joias e dinheiro não declarado que desvia do casino do resort e leva a cabo o plano. Tudo parece correr bem, até que Zé percebe que Alexandre mandou um ex-polícia investigar o assalto e é informado por um dos seus aliados de que Paulo já sabe da verdade. Encurralado, não tem outra alternativa senão fugir para Portugal, onde tenciona pegar na sua parte do dinheiro e desaparecer. Zé, que é secretamente tão apaixonado por Luísa quanto Miguel, sabe que a fuga implica ficar longe de Luísa para sempre, mas não tem alternativa.
Na África do Sul, Miguel descobre que Alexandre enganou Maria Paula com um contrato comercial falso e a chantageou, prometendo salvar a empresa da falência caso ela afaste o filho de Luísa. Ofendido e furioso, Miguel insurge-se em defesa de Maria Paula e ataca Alexandre. Durante o confronto, Alexandre, atordoado, desequilibra-se e cai da varanda. Na verdade, a perturbação do patriarca é consequência da notícia que recebeu momentos antes: foi Zé quem ordenou o assalto a sua casa. O choque de saber que o afilhado o traiu provoca-lhe um enfarte. Miguel, achando que foi o responsável pela queda e ao ver que Alexandre não reage, sai para ir buscar ajuda. Tudo o que quer é salvá-lo.
No momento em que estás prestes a fugir, Zé vê Alexandre cair da varanda e encontra ali a sua oportunidade para resolver o problema do assalto e ficar livre consequências. Aproxima-se do padrinho e, sem hesitação ou remorso, estrangula-o. Pouco depois, Miguel regressa com alguns membros da família para encontrarem Alexandre já sem vida. Zé aproveita este momento para afastar definitivamente Miguel de Luísa e acusa-o de ter empurrado Alexandre da varanda. Incrédulo e desesperado com o que ouve, Miguel diz a Luísa que Zé está a mentir e o que aconteceu foi um acidente. Miguel é preso e condenado a dez anos de prisão por homicídio, cumprindo pena na África do Sul. Quando é libertado, o jovem encontra Luísa, o amor da sua vida, casada com o homem que o traiu e mãe de uma filha, Catarina (Matilde Serrão). Miguel está determinado a colocar o passado para trás das costas e recusa voltar para Portugal. Recomeça a vida na África do Sul, longe das recordações que lhe trazem mágoa e disposto a esquecer que Luísa reconstruiu a sua vida com Zé.
No entanto, Miguel acaba mesmo por voltar ao Algarve quando o irmão, Filipe Guerreiro (Miguel Nunes), fica entre a vida e a morte depois de ser brutalmente espancado. Durante o tempo que permanece em Portugal, Miguel descobre que é pai de Catarina. Nesse momento, toma a decisão de não voltar à África do Sul e lutar pela filha, disposto a recuperar os dez anos que perdeu da vida dela. Enquanto tenta reconstruir a sua vida e afastar o estigma de ter sido o assassino do sogro, Miguel descobre também que a autópsia deste foi falsificada e que a causa de morte não foi aquela pela qual foi condenado.
Nesse instante, Miguel enceta uma luta para descobrir quem foi o verdadeiro assassino, durante a qual se sente várias vezes num beco sem saída. Já Zé, receoso que Luísa e Miguel se reaproximem, que este descubra que foi ele o assassino de Alexandre e ainda que o faça perder tudo o que conquistou, não olhará a meios para o afastar do Algarve e da sua família.
Dez anos depois, Miguel e Luísa voltam a reencontrar-se e a paixão que sentiam um pelo outro renasce. Dez anos depois, este parece ser um amor impossível. Dez anos depois, Luísa e Miguel têm de lutar contra tudo e todos para conseguirem, finalmente, ser felizes.
Luísa faz queixa de Zé a um inspetor da PJ e revela que este admitiu que matou os seus pais. Depois de ouvir tudo o inspetor assente em abrir o processo. Para pôr Zé em prisão preventiva, decidem comprar um bilhete de avião em seu nome.
Castro vê Zé a tratar dos curativos e este revela que foi Luísa quem o agrediu por achar que foi ele quem matou os seus pais. Castro perguntava-lhe se foi mesmo ele é Zé nega.
Bé desabafa com Tiago que não aguenta com ficar a viver na mesma casa com Ana Rita. Este duvida que ela seja capaz de viver longe daquele luxo mas Bé não se sente bem ali.
Manel espera por Vera que está na sessão fotográfica. O fotógrafo vai se aproximando dela e toca-lhe de forma lasciva. Sem que ele veja, Vera faz uma chamada a Manel que ouve tudo o que se está a passar. Tiago também se apercebe e ambos invadem o quarto. Tiago dá um murro no fotógrafo e avisa-o Para nunca mais se aproximar da irmã. Vera fica em pânico mas agarra-se ao irmão, deixando-o emocionado.
João oferece dinheiro a Ana Rita para se ir embora e Afonso reage mal ao ver aquilo. Chama cobarde ao pai e acusa-o de se estar a defender. Por fim, Afonso diz ao pai que é ele quem se devia matar.
A seguir, Afonso foge para as cavalariças e acaba por contar toda a verdade a Ana Rita. Quando eram crianças, depois de uma discussão com Isabel, João atropelou Sofia, sem querer, por estar embriagado. Afonso vê o pai sair de carro com Sofia no carro como se estivesse a dormir. Horas mais tarde, João e Isabel chamam a policia e dão Sofia como desaparecida. Afonso, ainda criança, percebe que o pai está a mentir. Quando o conforta, João espanca-o com um cinto e é Marilia quem consola o jovem. Sozinho, no quarto da irmã, Afonso vê o vídeo que regista o atropelamento da irmã e Marilia entra no quarto para o consolar. Também fica em choque com o que vê e como forma de proteger Afonso, fica ela com o vídeo.
Afonso sente-se culpado e Ana Rita está em choque com tudo o que acabou de ouvir.
O inspetor Diogo vai ao resort e detém Zé pelo homicídio  de Alexandre e Leonor Marreiros. Este nega tudo mas como tem um bilhete de avião em seu nome, fica detido em prisão preventiva. Zé debate-se mas é levado, algemado e vive a derradeira humilhação diante de toda a gente, incluindo Luísa e Miguel.
Dias depois, no aniversário de Catarina, Maria Paula oferece à neta um cachorro. Miguel, por sua vez, dá um fio com uma medalhinha, semelhante a uma que recebeu de Luísa, anos antes.
Na casa de acolhimento, Vicente é surpreendido pela chegada do seu avô que descobriu há pouco tempo que tem ali um neto. Todos ficam em choque, incluindo a criança.
Gil oferece a casa a Alice e decide ir viajar com Jessica. Esta fica emocionada e acaba por aceitar.
Na cela da prisão, Zé sente um grande vazio e agarra as barras de ferro, em desespero.
Em África do Sul, Helena recomeça a sua vida a trabalhar numa reserva natural.
Ana Rita e Afonso fogem da herdade sem se despedirem de ninguém. Saem, silenciosos.
Diana sente saudades de Duarte. Este está em Lisboa ao lado de Marina que desperta do coma profundo.
Durante a festa de Catarina no resort, todos estão muito bem dispostos, exceto César, um negro moçambicano que tem um semblante carregado. Todos comem e bebem animados e quando chega a altura de cantar os parabéns, Luísa repara em César e fica estarrecida quando o vê dirigir-e a Miguel com uma faca. Luísa tenta chegar a Miguel e coloca-se entre ele e a faca. César foge e Miguel só percebe o que se passa quando esta cai e se esvai em sangue, ficando desfigurado de dor.

## Elenco
| Ator/Atriz              | Personagem                     |
| ----------------------- | ------------------------------ |
| Albano Jerónimo         | Miguel Guerreiro               |
| Margarida Vila-Nova     | Luísa Marreiros                |
| Marco Delgado           | José «Zé» Mascarenhas          |
| Joana Solnado           | Helena Sequeira                |
| João Reis               | Duarte Marreiros               |
| Cláudia Vieira          | Teresa Galvão                  |
| José Mata               | Afonso Galvão                  |
| Maria João Abreu        | Isabel Galvão                  |
| António Capelo          | João Galvão                    |
| Custódia Gallego        | Ofélia Vaz                     |
| Adriano Luz             | Francisco Vaz                  |
| Manuel Cavaco           | Augusto Ribeiro                |
| Rosa do Canto           | Bárbara Oliveira               |
| Dinarte Branco          | Gil Dias                       |
| Maria João Pinho        | Alice Oliveira Dias            |
| Débora Monteiro         | Conceição «São» Oliveira Gomes |
| João Baptista           | Vasco Vaz                      |
| Oceana Basílio          | Diana Bastos                   |
| Rui Melo                | Jacinto «Jay C» Gomes          |
| Joana Ribeiro           | Ana Rita Sobral                |
| Pedro Sousa             | Tomás Marreiros                |
| Bárbara Lourenço        | Isabel «Bé» Galvão             |
| Inês Herédia            | Júlia Marreiros                |
| Rita Blanco             | Maria Paula Martins Guerreiro  |
| António Pedro Cerdeira  | Henrique Ribeiro               |
| Bárbara Norton de Matos | Mónica Marques                 |
| Tiago Teotónio Pereira  | Luís «Lou» Vaz                 |
| Inês Aires Pires        | Camila Silva                   |
| Miguel Nunes            | Filipe Guerreiro               |
| Lia Carvalho            | Laura Ramos                    |
| Frederico Barata        | Tiago Lopes                    |
| Mafalda Jara            | Jéssica Ferreira               |
| Inês Aguiar             | Vera Veloso                    |
| Lourenço Mimoso         | Manel Bastos                   |
| Matilde Serrão          | Catarina Marreiros             |
| Diogo Valente           | Fábio Manuel da Costa Alves    |
| Joana Lucas             | Joana Nunes                    |
| Ricardo Viegas          | Guilherme «Guilhas» Pereira    |
| Diogo Fragata           | Vicente Pinto                  |

### Participação especial
| Ator/Atriz       | Personagem          |
| ---------------- | ------------------- |
| Rui Morrison     | Alexandre Marreiros |
| Mónica Calle     | Leonor Marreiros    |
| Patrícia Tavares | Marina              |
| Madalena Aragão  | Inês                |
| João Maneira     | Xavier              |
| Laura Dutra      | Carolina            |

## Média
| Média | Média     | Episódios exibidos | Rating | Share | Ref.  |
| ----- | --------- | ------------------ | ------ | ----- | ----- |
| 2017  | Setembro  | 13                 | 13,2%  | 26,2% | [ 2 ] |
| 2017  | Outubro   | 26                 | 11,3%  | 23,7% | ...   |
| 2017  | Novembro  | 24                 | 11,6%  | 24,7% | [ 3 ] |
| 2017  | Dezembro  | 25                 | 11,5%  | 24,2% | ...   |
| 2018  | Janeiro   | 27                 | 11,7%  | 24,0% | ...   |
| 2018  | Fevereiro | 25                 | 11,5%  | 24,1% | ...   |
| 2018  | Março     | 3                  | 11,7%  | 26,5% | [ 4 ] |
| Total | Total     | 143                | 11,8%  | 24,8% |       |